# 尼科洛·莫尔纳蒂
尼科洛·莫尔纳蒂（義大利語：Niccolò Mornati，1980年10月28日—），意大利男子赛艇运动员。他曾代表意大利参加世界赛艇锦标赛，获得三枚银牌和二枚铜牌。他也曾参加2004年、2008年和2012年夏季奥运会。